# Anoteropsis hilaris
Anoteropsis hilaris is een spinnensoort in de taxonomische indeling van de wolfspinnen (Lycosidae).
Het dier behoort tot het geslacht Anoteropsis. De wetenschappelijke naam van de soort werd voor het eerst geldig gepubliceerd in 1877 door Ludwig Carl Christian Koch.